# Элобей, Аннобон и Кориско

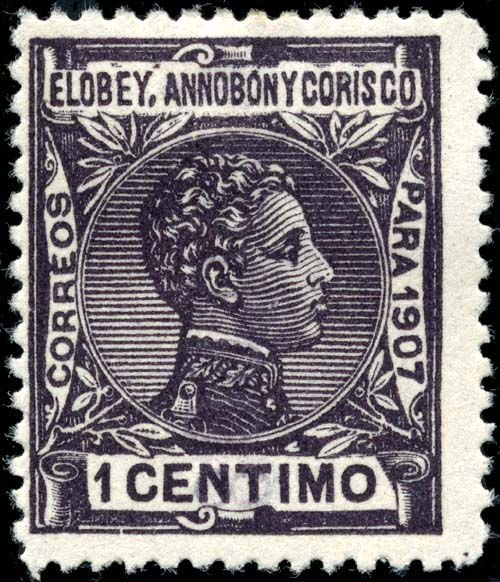
Колониальная марка в одно сентимо, 1907 год.

Элобей, Аннобон и Кориско — колониальная администрация испанских владений в Африке — острова Аннобон, расположенного в Гвинейском заливе, и маленьких островов Большой Элобей, Малый Элобей и Кориско, расположенных в бухте дельты реки Метемеле. Общая площадь владений составляет 36 км², население — 2 950 человек (1910). Столица — Санта-Изабель. В настоящее время входят в состав Экваториальной Гвинеи. Большой Элобей, Малый Элобей и Кориско являются частью провинции Литорал региона Рио-Муни Экваториальной Гвинеи, в то время как на острове Аннобон расположена одноимённая провинция региона Инсуляр.

## Почта и литература
Американский писатель Уильям Стайрон в память о службе на корабле в период Второй мировой войны нарисовал виньетку с надписью «Elobey, Annobón, and Corisco». Незадолго до битвы за Окинаву он, охваченный ужасом и страхом, вспоминает о его детском увлечении — коллекционировании марок, что немного отвлекает его. Несмотря на то, что виньетка была нарисована в 1985 году, она появилась только в опубликованном в 2009 году издательском Random House сборнике рассказов о американских ВМФ — The Suicide Run.